# Kirchbauna
Kirchbauna ist ein Stadtteil von  Baunatal im nordhessischen Landkreis Kassel.

## Geographische Lage
Nördlich von Kirchbauna verläuft die Landesstraße 3473  als Zubringer zur Bundesautobahn 49. Nördlich liegt auch das Volkswagenwerk.

## Geschichte

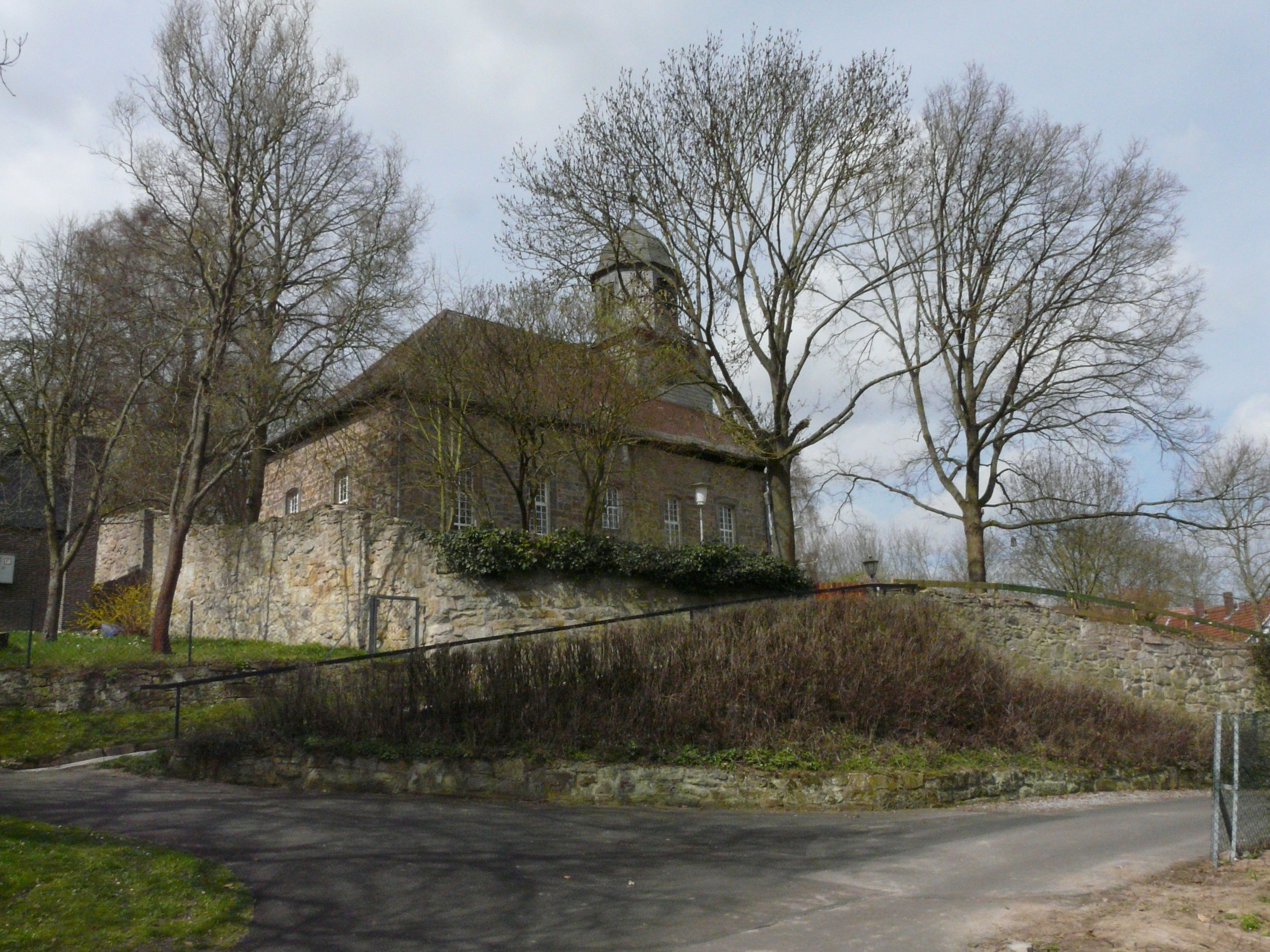
Die Kirche in Kirchbauna

### Ortsgeschichte
Kirchbauna wurde 1123 erstmals erwähnt, als Erzbischof Adalbert I. von Mainz dem Kloster Hasungen Schenkungen in Aldenbune und Kilechbune (Kirchbauna) bestätigt.
Der Ort wird von der Evangelischen Kirche Kirchbauna überragt. Sie wurde 1773 an der Stelle erbaut, an der sich vorher die baufällige Kapelle befand.
Zum Kirchspiel Kirchbauna gehörten früher Altenbauna, Rengershausen und Hertingshausen.
Neuere Geschichte
Durch diese rasante Entwicklung in der Gemeinde Altenbauna war es wichtig, neue Kooperationen einzugehen, da durch die Werksansiedlung auch ein verstärkter Zuzug zu verzeichnen war. Dies bedeutete, dass eine entsprechende Wohninfrastruktur geschaffen werden musste. So entstand durch den Zusammenschluss der ehemals selbständigen Gemeinden Altenbauna, Altenritte und Kirchbauna am 1. Januar 1964 die damalige Gemeinde Baunatal. Diese erhielt 1966, nach dem Zusammenschluss  mit der Gemeinde Großenritte, die Stadtrechte.

### Bevölkerung
Einwohnerstruktur 2011
Nach den Erhebungen des Zensus 2011 lebten am Stichtag dem 9. Mai 2011 in Kirchbauna 1329 Einwohner. Darunter waren 72 (5,4 %) Ausländer.
Nach dem Lebensalter waren 231 Einwohner unter 18 Jahren, 543 waren zwischen 18 und 49, 288 zwischen 50 und 64 und 267 Einwohner waren älter. Die Einwohner lebten in 612 Haushalten. Davon waren 171 Singlehaushalte, 171 Paare ohne Kinder und 162 Paare mit Kindern, sowie 42 Alleinerziehende und 21 Wohngemeinschaften. In 306 Haushalten lebten ausschließlich Senioren und in 684 Haushaltungen leben keine Senioren.
Einwohnerentwicklung
- 1585: 24 Haushaltungen[4]
- 1747: 40 Haushaltungen[4]

| Kirchbauna: Einwohnerzahlen von 1834 bis 2020 | Kirchbauna: Einwohnerzahlen von 1834 bis 2020 | Kirchbauna: Einwohnerzahlen von 1834 bis 2020 | Kirchbauna: Einwohnerzahlen von 1834 bis 2020 | Kirchbauna: Einwohnerzahlen von 1834 bis 2020 |
| --- | --------------------------------------------- | --------------------------------------------- | --------------------------------------------- | --------------------------------------------- |
| Jahr |                                               |                                               |                                               | Einwohner                                     |
| 1834 | 1834                                          |                                               | 398                                           | 398                                           |
| 1840 | 1840                                          |                                               | 393                                           | 393                                           |
| 1846 | 1846                                          |                                               | 378                                           | 378                                           |
| 1852 | 1852                                          |                                               | 388                                           | 388                                           |
| 1858 | 1858                                          |                                               | 362                                           | 362                                           |
| 1864 | 1864                                          |                                               | 360                                           | 360                                           |
| 1871 | 1871                                          |                                               | 372                                           | 372                                           |
| 1875 | 1875                                          |                                               | 347                                           | 347                                           |
| 1885 | 1885                                          |                                               | 405                                           | 405                                           |
| 1895 | 1895                                          |                                               | 380                                           | 380                                           |
| 1905 | 1905                                          |                                               | 441                                           | 441                                           |
| 1910 | 1910                                          |                                               | 474                                           | 474                                           |
| 1925 | 1925                                          |                                               | 524                                           | 524                                           |
| 1939 | 1939                                          |                                               | 639                                           | 639                                           |
| 1946 | 1946                                          |                                               | 950                                           | 950                                           |
| 1950 | 1950                                          |                                               | 925                                           | 925                                           |
| 1956 | 1956                                          |                                               | 855                                           | 855                                           |
| 1961 | 1961                                          |                                               | 913                                           | 913                                           |
| 1970 | 1970                                          |                                               | 1.060                                         | 1.060                                         |
| 1980 | 1980                                          |                                               | ?                                             | ?                                             |
| 1990 | 1990                                          |                                               | ?                                             | ?                                             |
| 2000 | 2000                                          |                                               | ?                                             | ?                                             |
| 2011 | 2011                                          |                                               | 1.329                                         | 1.329                                         |
| 2018 | 2018                                          |                                               | 1.242                                         | 1.242                                         |
| 2020 | 2020                                          |                                               | 1.348                                         | 1.348                                         |
| Datenquelle: Historisches Gemeindeverzeichnis für Hessen: Die Bevölkerung der Gemeinden 1834 bis 1967. Wiesbaden: Hessisches Statistisches Landesamt, 1968. Weitere Quellen: LAGIS; Stadt Baunatal; Zensus 2011 |                                               |                                               |                                               |                                               |

Religionszugehörigkeit
| • 1885: | 405 evangelische (= 100 %) Einwohner                                |
| • 1961: | 777 evangelische (= 85,10 %), 120 katholische (= 13,14 %) Einwohner |

## Infrastruktur
- Für das Vereinsleben steht im Ort ein Gemeinschaftshaus seit 1953 zur Verfügung.
- Die Kleinen können einen örtlichen Kindergarten besuchen.